# Genaro V. Vásquez
Genaro V. Vásquez är en ort i Mexiko.   Den ligger i kommunen Santo Tomás Ocotepec och delstaten Oaxaca, i den sydöstra delen av landet, 290 km sydost om huvudstaden Mexico City. Genaro V. Vásquez ligger 2 125 meter över havet och antalet invånare är 196.
Terrängen runt Genaro V. Vásquez är kuperad norrut, men söderut är den bergig. Runt Genaro V. Vásquez är det ganska glesbefolkat, med 43 invånare per kvadratkilometer. Närmaste större samhälle är Heroica Ciudad de Tlaxiaco, 15,2 km nordost om Genaro V. Vásquez. I omgivningarna runt Genaro V. Vásquez växer huvudsakligen savannskog.